# Australian Open 2014
L'Australian Open 2014 è stato un torneo di tennis che si è disputato su venticinque campi in cemento plexicushion del complesso di Melbourne Park, a Melbourne in Australia, fra il 13 e il 26 gennaio 2014. È stata la 102ª edizione dell'Australian Open. L'evento è stato organizzato dalla International Tennis Federation, e faceva parte dell'ATP World Tour 2014 e del WTA Tour 2014, nell''ambito della categoria Grande Slam. Essendo uno Slam in palio c'erano anche i titoli per gli under ragazzi e ragazze, il doppio misto e il tennis in carrozzina.

## Qualificazioni e sorteggio
Le qualificazioni si sono svolte fra l'8 e l'11 gennaio. Si sono qualificati 16 giocatori per il tabellone maschile e 12 giocatrici per quello femminile.

## Qualificazioni

### Singolare maschile
- Damir Džumhur
- Dominic Thiem
- David Guez
- Denis Kudla
- Dušan Lajović
- Zhang Ze
- Michael Berrer
- Frank Dancevic
- Wayne Odesnik
- Thomaz Bellucci
- Vincent Millot
- Wang Yeu-tzuoo
- Rhyne Williams
- Ričardas Berankis
- Blaž Rola
- Peter Gojowczyk

### Singolare femminile
- Belinda Bencic
- Carina Witthöft
- Ana Konjuh
- Zarina Dijas
- Katarzyna Piter
- Alla Kudrjavceva
- Heather Watson
- Lucie Hradecká
- Kateřina Siniaková
- Duan Yingying
- Irina-Camelia Begu
- Anna Tatišvili

## Wild-card

### Singolare maschile
- Nick Kyrgios
- Thanasi Kokkinakis
- James Duckworth
- Samuel Groth
- Wu Di
- Lucas Pouille
- Jordan Thompson
- Steve Johnson

### Doppio maschile
- Yuki Bhambri /  Michael Venus
- Alex Bolt /  Andrew Whittington
- James Duckworth /  Matthew Ebden
- Chris Guccione /  Thanasi Kokkinakis
- Lleyton Hewitt /  Patrick Rafter
- Benjamin Mitchell /  Jordan Thompson
- Matt Reid /  Luke Saville

### Singolare femminile
- Tang Haochen
- Pauline Parmentier
- Casey Dellacqua
- Sachia Vickery
- Jarmila Gajdošová
- Olivia Rogowska
- Storm Sanders
- Ashleigh Barty

### Doppio femminile
- Monique Adamczak /  Olivia Rogowska
- Naiktha Bains /  Olivia Tjandramulia
- Jelena Dokić /  Storm Sanders
- Azra Hadzic /  Jessica Moore
- Han Xinyun /  Miki Miyamura
- Tammi Patterson /  Arina Rodionova
- Sally Peers /  Viktorija Rajicic.

### Doppio misto
- Eugenie Bouchard /  Samuel Groth
- Jarmila Gajdošová /  Matthew Ebden
- Arina Rodionova /  Nick Kyrgios
- Olivia Rogowska /  John-Patrick Smith
- Storm Sanders /  Chris Guccione
- Ajla Tomljanović /  James Duckworth
- Donna Vekić /  Thanasi Kokkinakis

## Tennisti partecipanti ai singolari

### Singolare maschile
- Singolare maschile

| Campione                | Campione               | Finalista              | Finalista                 |
| ----------------------- | ---------------------- | ---------------------- | ------------------------- |
| Stan Wawrinka [8]       | Stan Wawrinka [8]      | Rafael Nadal [1]       | Rafael Nadal [1]          |
| Semifinalisti           |                        |                        |                           |
| Tomáš Berdych [7]       | Tomáš Berdych [7]      | Roger Federer [6]      | Roger Federer [6]         |
| Eliminati ai quarti     |                        |                        |                           |
| Grigor Dimitrov [22]    | Andy Murray [4]        | David Ferrer [3]       | Novak Đoković [2]         |
| Eliminati agli ottavi   |                        |                        |                           |
| Kei Nishikori [16]      | Roberto Bautista Agut  | Stéphane Robert [LL]   | Jo-Wilfried Tsonga [10]   |
| Kevin Anderson[19]      | Florian Mayer          | Tommy Robredo [17]     | Fabio Fognini [15]        |
| Eliminati al 3º turno   |                        |                        |                           |
| Gaël Monfils [25]       | Donald Young           | Milos Raonic [11]      | Benoît Paire [27]         |
| Feliciano López [26]    | Martin Kližan [LL]     | Gilles Simon [18]      | Tejmuraz Gabašvili        |
| Damir Džumhur [Q]       | Édouard Roger-Vasselin | Jerzy Janowicz [20]    | Jérémy Chardy [29]        |
| Vasek Pospisil [28]     | Richard Gasquet [9]    | Sam Querrey            | Denis Istomin             |
| Eliminati al 2º turno   |                        |                        |                           |
| Thanasi Kokkinakis [WC] | Jack Sock              | Andreas Seppi [24]     | Dušan Lajović [Q]         |
| Victor Hănescu          | Lu Yen-hsun            | Nick Kyrgios           | Juan Martín del Potro [5] |
| Vincent Millot [Q]      | Michael Berrer [Q]     | Michał Przysiężny      | Blaž Rola [Q]             |
| Thomaz Bellucci [Q]     | Marin Čilić            | Fernando Verdasco [31] | Blaž Kavčič               |
| Kenny de Schepper       | Ivan Dodig [32]        | Dominic Thiem [Q]      | Guillermo García López    |
| Michail Južnyj [14]     | Pablo Andújar          | Aleksandr Dolhopolov   | Adrian Mannarino          |
| Alejandro Falla         | Matthew Ebden          | Julien Benneteau       | Nikolaj Davydenko         |
| Jarkko Nieminen         | Ernests Gulbis [23]    | Dmitrij Tursunov [30]  | Leonardo Mayer            |
| Eliminati al 1º turno   |                        |                        |                           |
| Bernard Tomić           | Igor Sijsling          | Tobias Kamke           | Ryan Harrison             |
| Lleyton Hewitt          | Robin Haase            | Lucas Pouille          | Marinko Matosevic         |
| Daniel Gimeno Traver    | Peter Gojowczyk[Q]     | Wang Yeu-tzuoo [Q]     | Bradley Klahn             |
| Frank Dancevic [Q]      | Benjamin Becker        | Tim Smyczek            | Rhyne Williams [Q]        |
| Gō Soeda                | Wayne Odesnik [Q]      | Michaël Llodra         | Somdev Devvarman          |
| Aljaž Bedene            | Horacio Zeballos       | Federico Delbonis      | John Isner [13]           |
| Filippo Volandri        | Julian Reister         | Marcel Granollers      | Daniel Brands             |
| Zhang Ze [Q]            | Serhij Stachovs'kyj    | Radek Štěpánek         | James Duckworth [WC]      |
| Oleksandr Nedovjesov    | Wu Di [WC]             | Jan Hájek              | Ivo Karlović              |
| Jiří Veselý             | João Sousa             | Carlos Berlocq         | Tommy Haas [12]           |
| Jan-Lennard Struff      | Denis Kudla [WC]       | Albert Ramos Viñolas   | Jordan Thompson [WC]      |
| Jesse Huta Galung       | Ričardas Berankis [Q]  | Steve Johnson          | Alejandro González        |
| Andrej Golubev          | Michail Kukuškin       | Nicolas Mahut          | Samuel Groth [WC]         |
| Lukáš Rosol             | Pablo Carreño Busta    | Łukasz Kubot           | David Guez [Q]            |
| Alex Bogomolov Jr.      | Dudi Sela              | Santiago Giraldo       | Juan Mónaco               |
| Michael Russell         | Marcos Baghdatis       | Albert Montañés        | Lukáš Lacko               |

### Singolare femminile
- Singolare femminile

| Campionessa                   | Campionessa               | Finalista                 | Finalista                  |
| ----------------------------- | ------------------------- | ------------------------- | -------------------------- |
| Li Na [4]                     | Li Na [4]                 | Dominika Cibulková [20]   | Dominika Cibulková [20]    |
| Semifinaliste                 |                           |                           |                            |
| Eugenie Bouchard [30]         | Eugenie Bouchard [30]     | Agnieszka Radwańska [5]   | Agnieszka Radwańska [5]    |
| Eliminate ai quarti           |                           |                           |                            |
| Ana Ivanović [14]             | Flavia Pennetta [28]      | Simona Halep [11]         | Viktoryja Azaranka [2]     |
| Eliminate agli ottavi         |                           |                           |                            |
| Serena Williams [1]           | Casey Dellacqua [WC]      | Ekaterina Makarova [22]   | Angelique Kerber [9]       |
| Jelena Janković [8]           | Marija Šarapova [3]       | Garbiñe Muguruza Blanco   | Sloane Stephens [13]       |
| Eliminate al 3º turno         |                           |                           |                            |
| Daniela Hantuchová [31]       | Samantha Stosur [17]      | Zheng Jie                 | Lauren Davis               |
| Lucie Šafářová [26]           | Monica Niculescu          | Alison Riske              | Mona Barthel               |
| Kurumi Nara                   | Zarina Dijas [Q]          | Carla Suárez Navarro [16] | Alizé Cornet [25]          |
| Anastasija Pavljučenkova [29] | Caroline Wozniacki [10]   | Elina Svitolina           | Yvonne Meusburger          |
| Eliminate al 2º turno         |                           |                           |                            |
| Vesna Dolonc                  | Karolína Plíšková         | Cvetana Pironkova         | Annika Beck                |
| Madison Keys                  | Kirsten Flipkens [18]     | Virginie Razzano          | Julia Görges               |
| Belinda Bencic [Q]            | Lucie Hradecká [Q]        | Irina Falconi [LL]        | Sabine Lisicki [15]        |
| Alla Kudrjavceva [Q]          | Yanina Wickmayer          | Mónica Puig               | Luksika Kumkhum            |
| Ayumi Morita                  | Magdaléna Rybáriková [32] | Marina Eraković           | Varvara Lepchenko          |
| Galina Voskoboeva             | Stefanie Vögele           | Camila Giorgi             | Karin Knapp                |
| Ol'ga Govorcova               | Mandy Minella             | Anna Karolína Schmiedlová | Christina McHale           |
| Ajla Tomljanović              | Olivia Rogowska [WC]      | Bojana Jovanovski [33]    | Barbora Záhlavová-Strýcová |
| Eliminate al 1º turno         |                           |                           |                            |
| Ashleigh Barty [WC]           | Lara Arruabarrena Vecino  | Pauline Parmentier        | Heather Watson [Q]         |
| Klára Zakopalová              | Sílvia Soler Espinosa     | Petra Martić              | Kiki Bertens               |
| Roberta Vinci [12]            | Patricia Mayr-Achleitner  | Vera Zvonarëva [PR]       | Laura Robson               |
| Tang Haochen [WC]             | Alison Van Uytvanck       | Sachia Vickery [WC]       | Sara Errani [7]            |
| Ana Konjuh [Q]                | Kimiko Date-Krumm         | Donna Vekić               | Julia Glushko              |
| Venus Williams                | Anabel Medina Garrigues   | Shahar Peer               | Mirjana Lučić-Baroni       |
| Jarmila Gajdošová [WC]        | Caroline Garcia           | Dinah Pfizenmaier         | Elena Vesnina [WC]         |
| Alexandra Cadanțu             | Anna Tatišvili [Q]        | Shuai Zhang               | Petra Kvitová [6]          |
| Misaki Doi                    | Nadežda Kičenok           | Peng Shuai                | Andrea Petković            |
| Sorana Cîrstea [21]           | Kateřina Siniaková [Q]    | Lesja Curenko             | Katarzyna Piter [Q]        |
| Vania King                    | Irina-Camelia Begu [Q]    | Kristina Mladenovic       | Francesca Schiavone        |
| Polona Hercog                 | Storm Sanders [WC]        | Paula Ormaechea           | Bethanie Mattek-Sands      |
| Julija Putinceva              | Duan Yingying [Q]         | Carina Witthöft [Q]       | Teliana Pereira            |
| Kaia Kanepi [24]              | Tímea Babos               | Chan Yung-jan             | Lourdes Domínguez Lino     |
| Jaroslava Švedova             | Tadeja Majerič            | Mariana Duque Mariño      | Svetlana Kuznecova [19]    |
| Jana Čepelová                 | Chanelle Scheepers        | Hsieh Su-wei              | Johanna Larsson            |

## Senior

### Singolare maschile
Stan Wawrinka ha sconfitto in finale  Rafael Nadal con il punteggio di 6–3, 6–2, 3–6, 6–3.
- È il primo titolo dello Slam per Wawrinka.

### Singolare femminile
Li Na ha sconfitto in finale  Dominika Cibulková con il punteggio di 7–6(3), 6–0.
- È il secondo titolo dello Slam per Li Na, il primo in Australia alla terza finale.

### Doppio maschile
Łukasz Kubot /  Robert Lindstedt hanno battuto in finale  Eric Butorac /  Raven Klaasen con il punteggio di 6–3, 6–3.
- Per la coppia è il primo titolo dello Slam in carriera.

### Doppio femminile
Sara Errani /  Roberta Vinci hanno battuto in finale  Ekaterina Makarova /  Elena Vesnina con il punteggio di 6–4, 3–6, 7–5.
- Per la coppia italiana è il primo titolo stagionale e il 4° slam in carriera, 2° Australian Open.

### Doppio misto
Kristina Mladenovic /  Daniel Nestor hanno sconfitto in finale  Sania Mirza /  Horia Tecău con il punteggio di 6–3, 6–2.

## Junior

### Singolare ragazzi
Alexander Zverev ha sconfitto in finale  Stefan Kozlov con il punteggio di 6–3, 6–0.

### Singolare ragazze
Elizaveta Kuličkova ha sconfitto in finale  Jana Fett con il punteggio di 6–2, 6–1.

### Doppio ragazzi
Lucas Meidler /  Bradley Mousley hanno battuto in finale  Quentin Halys /  Johan-Sebastien Tatlot con il punteggio di 6–4, 6–3.

### Doppio ragazze
Anhelina Kalinina /  Elizaveta Kuličkova hanno battuto in finale  Katie Boulter /  Ivana Đorović con il punteggio di 6–4, 6–2.

## Tennisti in carrozzina

### Singolare maschile carrozzina
Shingo Kunieda ha battuto in finale  Gustavo Fernández con il punteggio di 6–0, 6–1.

### Singolare femminile carrozzina
Sabine Ellerbrock ha battuto in finale  Yui Kamiji con il punteggio di 3–6, 6–4, 6–2.

### Quad singolare
David Wagner ha battuto in finale  Lucas Sithole con il punteggio di 3–6, 7–5, 6–3.

### Doppio maschile carrozzina
Stéphane Houdet /  Shingo Kunieda hanno battuto in finale  Gordon Reid /  Maikel Scheffers col punteggio di 6–3, 6–3.

### Doppio femminile carrozzina
Yui Kamiji /  Jordanne Whiley hanno battuto in finale  Marjolein Buis /  Jiske Griffioen con il punteggio di 6–2, 6(3)–7, 6–2.

### Quad doppio
Andrew Lapthorne /  David Wagner hanno battuto  Dylan Alcott /  Lucas Sithole con il punteggio di 6–4, 6–4.

## Leggende

### Doppio leggende maschile
Todd Woodbridge /  Mark Woodforde hanno battuto in finale  Jonas Björkman /  Thomas Enqvist con il punteggio di 4–6, 6–2, [13–11].

### Doppio leggende femminile
Nicole Bradtke /  Rennae Stubbs hanno vinto il titolo arrivando prime nel round Robin. Il torneo quest'anno per leggende femminili si è disputato in un unico girone a 4 coppie di doppio.

## Punti
| Torneo    | Torneo    | V     | F     | SF  | QF  | 4T  | 3T  | 2T | 1T | Q  | Q3 | Q2 | Q1 |
| Singolare | Maschile  | 2.000 | 1.200 | 720 | 360 | 180 | 90  | 45 | 10 | 25 | 16 | 8  | 0  |
| Singolare | Femminile | 2.000 | 1.300 | 780 | 430 | 240 | 130 | 70 | 10 | 40 | 30 | 20 | 2  |
| Doppio    | Maschile  | 2.000 | 1.200 | 720 | 360 | 180 | 90  | 0  | –  | –  | –  | –  | –  |
| Doppio    | Femminile | 2.000 | 1.300 | 780 | 430 | 240 | 130 | 10 | –  | –  | –  | –  | –  |

## Montepremi
Il montepremi complessivo è di 33.000.000 A$.
| Torneo    | V         | F         | SF      | QF      | 4T      | 3T     | 2T     | 1T     | Q | Q3     | Q2    | Q1    |
| Singolare | 2.650.000 | 1.325.000 | 540.000 | 270.000 | 135.000 | 75.000 | 50.000 | 30.000 | – | 14.400 | 7.200 | 3.600 |
| Doppio    | 520.000   | 260.000   | 130.000 | 65.000  | 36.000  | 21.000 | 13.500 | –      | – | –      | –     | –     |
| Misto     | 135.500   | 67.750    | 33.900  | 15.500  | 7.800   | 3.800  | –      | –      | – | –      | –     | –     |

## Teste di serie nel singolare
La seguente tabella illustra le teste di serie dei tornei di singolare, assegnate in base al ranking del 6 gennaio 2014, i giocatori che non hanno partecipato per infortunio, quelli che sono stati eliminati, e i loro punteggi nelle classifiche ATP e WTA al 13 gennaio 2014 e al 27 gennaio 2014. In corsivo i punteggi provvisori.
| Legenda colori             |
| Vincitore                  |
| Finalista                  |
| Semifinalista              |
| Quarti di finale           |
| Eliminati a 1T, 2T, 3T, 4T |
| Non partecipa              |

### Singolare maschile
| Testa di serie | Ranking | Giocatore             | Punti  | Punti da difendere | Punti conquistati | Nuovo punteggio | Situazione                                   |
| -------------- | ------- | --------------------- | ------ | ------------------ | ----------------- | --------------- | -------------------------------------------- |
| 1              | 1       | Rafael Nadal          | 13,130 | 0                  | 1200              | 14,330          | Sconfitto in F contro Stan Wawrinka [8]      |
| 2              | 2       | Novak Đoković         | 12,260 | 2,000              | 360               | 10,620          | Eliminato ai QF da Stan Wawrinka [8]         |
| 3              | 3       | David Ferrer          | 5,640  | 720                | 360               | 5,280           | Eliminato ai QF da Tomáš Berdych [7]         |
| 4              | 4       | Andy Murray           | 5,560  | 1,200              | 360               | 4,720           | Eliminato ai QF da Roger Federer [6]         |
| 5              | 5       | Juan Martín del Potro | 5,415  | 90                 | 45                | 5,370           | Eliminato al 2T da Roberto Bautista Agut     |
| 6              | 6       | Roger Federer         | 4,355  | 720                | 720               | 4,355           | Eliminato in SF da Rafael Nadal [1]          |
| 7              | 7       | Tomáš Berdych         | 4,180  | 360                | 720               | 4,540           | Eliminato in SF da Stan Wawrinka [8]         |
| 8              | 8       | Stan Wawrinka         | 3,890  | 180                | 2000              | 5,710           | Vittoria in F contro Rafael Nadal [1]        |
| 9              | 9       | Richard Gasquet       | 3,140  | 180                | 90                | 3,050           | Eliminato al 3T da Tommy Robredo [17]        |
| 10             | 10      | Jo-Wilfried Tsonga    | 3,065  | 360                | 180               | 2,875           | Eliminato al 4T da Roger Federer [6]         |
| 11             | 11      | Milos Raonic          | 2,860  | 180                | 90                | 2,770           | Eliminato al 3T da Grigor Dimitrov [22]      |
| 12             | 12      | Tommy Haas            | 2,435  | 10                 | 10                | 2,435           | Eliminato al 1T da Guillermo García López    |
| 13             | 13      | John Isner            | 2,320  | 0                  | 10                | 2,330           | Ritirato al 1T contro Martin Kližan [LL]     |
| N/A            | 14      | Nicolás Almagro       | 2,290  | 360                | 0                 | 1,930           | Non partecipa per un infortunio alla spalla  |
| 14             | 15      | Michail Južnyj        | 2,145  | 45                 | 45                | 2,145           | Eliminato al 2T da Florian Mayer             |
| 15             | 16      | Fabio Fognini         | 1,930  | 10                 | 180               | 2,100           | Eliminato al 4T da Novak Đoković [2]         |
| 16             | 17      | Kei Nishikori         | 1,915  | 180                | 180               | 1,915           | Eliminato al 4T da Rafael Nadal [1]          |
| 17             | 18      | Tommy Robredo         | 1,810  | 10                 | 180               | 1,980           | Eliminato al 4T da Stan Wawrinka [8]         |
| 18             | 19      | Gilles Simon          | 1,790  | 180                | 90                | 1,700           | Eliminato al 3T da Jo-Wilfried Tsonga [10]   |
| 19             | 21      | Kevin Anderson        | 1,580  | 180                | 180               | 1,580           | Eliminato al 4T da Tomáš Berdych [7]         |
| 20             | 20      | Jerzy Janowicz        | 1,615  | 90                 | 90                | 1,615           | Eliminato al 3T da Florian Mayer             |
| 21             | 23      | Philipp Kohlschreiber | 1,420  | 90                 | 0                 | 1,340           | Non partecipa per un infortunio al ginocchio |
| 22             | 22      | Grigor Dimitrov       | 1,460  | 10                 | 360               | 1,810           | Eliminato ai QF da Rafael Nadal [1]          |
| 23             | 24      | Ernests Gulbis        | 1,418  | (20)               | 45                | 1,443           | Eliminato al 2T da Sam Querrey               |
| 24             | 25      | Andreas Seppi         | 1,360  | 180                | 45                | 1,225           | Eliminato al 2T da Donald Young              |
| 25             | 32      | Gaël Monfils          | 1,245  | 90                 | 90                | 1,245           | Eliminato al 3T da Rafael Nadal [1]          |
| 26             | 27      | Feliciano López       | 1,310  | 45                 | 90                | 1,355           | Eliminato al 3T da Andy Murray [4]           |
| 27             | 28      | Benoît Paire          | 1,300  | 10                 | 90                | 1,380           | Eliminato al 3T da Roberto Bautista Agut     |
| 28             | 30      | Vasek Pospisil        | 1,289  | (20)               | 90                | 1,359           | Ritirato al 3T contro Stan Wawrinka [8]      |
| N/A            | 29      | Jürgen Melzer         | 1,290  | 90                 | 0                 | 1,200           | Non partecipa per un infortunio alla spalla  |
| 29             | 31      | Jérémy Chardy         | 1,255  | 360                | 90                | 0,985           | Eliminato al 3T da David Ferrer [3]          |
| 30             | 26      | Dmitrij Tursunov      | 1,314  | (45)               | 45                | 1,314           | Eliminato al 2T da Denis Istomin             |
| 31             | 33      | Fernando Verdasco     | 1,235  | 90                 | 45                | 1,190           | Eliminato al 2T da Tejmuraz Gabašvili        |
| 32             | 34      | Ivan Dodig            | 1,190  | 90                 | 45                | 1,145           | Ritirato al 2T contro Damir Džumhur (Q)      |

### Singolare femminile
| Testa di serie | Ranking | Giocatrice               | Punti  | Punti da difendere | Punti conquistati | Nuovo punteggio | Situazione                                   |
| -------------- | ------- | ------------------------ | ------ | ------------------ | ----------------- | --------------- | -------------------------------------------- |
| 1              | 1       | Serena Williams          | 13,260 | 500                | 240               | 13,000          | Eliminata al 4T da Ana Ivanović [14]         |
| 2              | 2       | Viktoryja Azaranka       | 8,151  | 2,000              | 430               | 6,581           | Eliminata ai QF da Agnieszka Radwańska [5]   |
| 3              | 3       | Marija Šarapova          | 6,076  | 900                | 240               | 5,416           | Eliminata al 4T da Dominika Cibulková [20]   |
| 4              | 4       | Li Na                    | 5,970  | 1,400              | 2,000             | 6,570           | Vittoria in F contro Dominika Cibulková [20] |
| 5              | 5       | Agnieszka Radwańska      | 5,470  | 500                | 780               | 5,750           | Eliminata in SF da Dominika Cibulková [20]   |
| 6              | 6       | Petra Kvitová            | 4,835  | 100                | 10                | 4,745           | Eliminata al 1T da Luksika Kumkhum           |
| 7              | 7       | Sara Errani              | 4,435  | 5                  | 10                | 4,440           | Eliminata al 1T da Julia Görges              |
| 8              | 8       | Jelena Janković          | 4,230  | 160                | 240               | 4,310           | Eliminata al 4T da Simona Halep [11]         |
| 9              | 9       | Angelique Kerber         | 4,070  | 280                | 240               | 4,030           | Eliminata al 4T da Flavia Pennetta [28]      |
| 10             | 10      | Caroline Wozniacki       | 3,520  | 280                | 130               | 3,370           | Eliminata al 3T da Garbiñe Muguruza          |
| 11             | 11      | Simona Halep             | 3,335  | 5                  | 430               | 3,760           | Eliminata ai QF da Dominika Cibulková [20]   |
| 12             | 12      | Roberta Vinci            | 3,170  | 160                | 10                | 3,020           | Eliminata al 1T da Zheng Jie                 |
| 13             | 13      | Sloane Stephens          | 3,075  | 900                | 240               | 2,415           | Eliminata al 4T da Viktoryja Azaranka [2]    |
| 14             | 14      | Ana Ivanović             | 3,010  | 280                | 430               | 3,160           | Eliminata ai QF da Eugenie Bouchard [30]     |
| 15             | 15      | Sabine Lisicki           | 2,915  | 5                  | 70                | 2,980           | Eliminata al 2T da Monica Niculescu          |
| 16             | 16      | Carla Suárez Navarro     | 2,775  | 160                | 130               | 2,645           | Eliminata al 3T da Dominika Cibulková [20]   |
| 17             | 17      | Samantha Stosur          | 2,675  | 100                | 130               | 2,705           | Eliminata al 3T da Ana Ivanović [14]         |
| N/A            | 18      | Marija Kirilenko         | 2,605  | 280                | 0                 | 2,325           | Non partecipa per un problema alla caviglia  |
| 18             | 19      | Kirsten Flipkens         | 2,465  | 280                | 70                | 2,255           | Eliminata al 2T da Casey Dellacqua (WC)      |
| 19             | 20      | Svetlana Kuznecova       | 2,202  | 500                | 10                | 1,712           | Eliminata al 1T da Elina Svitolina           |
| 20             | 24      | Dominika Cibulková       | 1,856  | 100                | 1,300             | 3,056           | Sconfitta in F da Li Na [4]                  |
| 21             | 21      | Sorana Cîrstea           | 2,170  | 160                | 10                | 2,020           | Eliminata al 1T da Marina Eraković           |
| 22             | 22      | Ekaterina Makarova       | 2,007  | 500                | 240               | 1,747           | Eliminata al 4T da Li Na [4]                 |
| 23             | 28      | Elena Vesnina            | 1,745  | 280                | 10                | 1,475           | Eliminata al 1T da Alison Riske              |
| 23             | 23      | Kaia Kanepi              | 1,922  | 0                  | 10                | 1,932           | Eliminata al 1T da Garbiñe Muguruza          |
| 25             | 25      | Alizé Cornet             | 1,840  | 100                | 130               | 1,870           | Eliminata al 3T da Marija Šarapova [3]       |
| 26             | 26      | Lucie Šafářová           | 1,775  | 100                | 130               | 1,805           | Eliminata al 3T da Li Na [4]                 |
| 27             | 27      | Jamie Hampton            | 1,761  | 160                | 0                 | 1,601           | Non partecipa per un problema all'anca       |
| 28             | 29      | Flavia Pennetta          | 1,735  | 0                  | 430               | 2,165           | Eliminata ai QF da Li Na [4]                 |
| 29             | 30      | Anastasija Pavljučenkova | 1,715  | 5                  | 130               | 1,840           | Eliminata al 3T da Agnieszka Radwańska [5]   |
| 30             | 31      | Eugenie Bouchard         | 1,629  | (40)               | 780               | 2,369           | Eliminata in SF da Li Na [4]                 |
| 31             | 33      | Daniela Hantuchová       | 1,475  | 5                  | 130               | 1,600           | Eliminata al 3T da Serena Williams [1]       |
| 32             | 35      | Magdaléna Rybáriková     | 1,450  | 5                  | 70                | 1,515           | Eliminata al 2T da Kurumi Nara               |
| 33             | 34      | Bojana Jovanovski        | 1,475  | 280                | 70                | 1,265           | Eliminata al 2T da Yvonne Meusburger         |